# Banque nationale hongroise

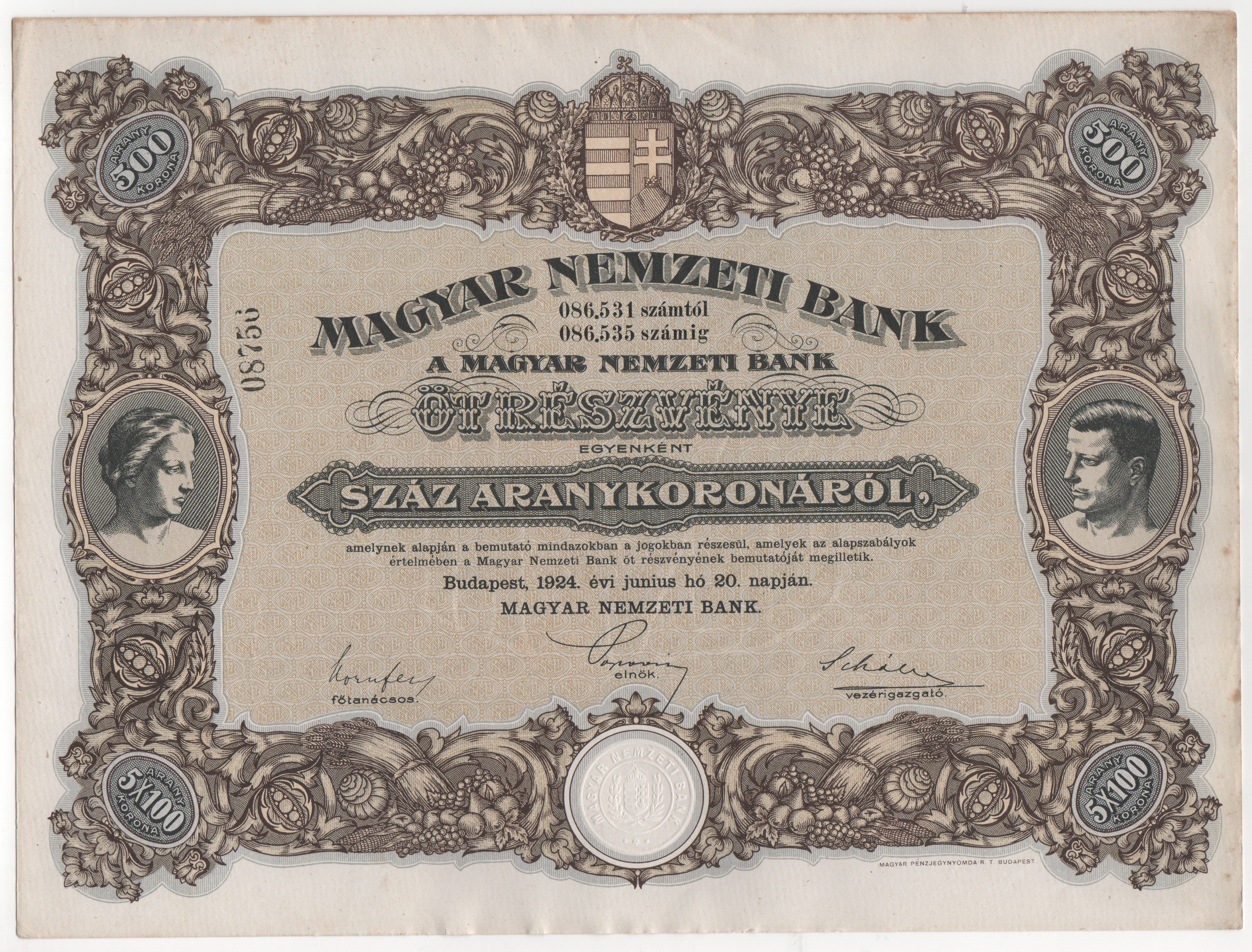
Action du Magyar Nemzeti Bank en date du 20 juin 1924

La Banque nationale hongroise (en hongrois : Magyar Nemzeti Bank) est la banque centrale de la Hongrie. Elle est créée le 24 mai 1924 et fait partie du Système européen de banques centrales.

## Histoire

### Avant 1921
Faisant partie des états des Habsbourg, la Hongrie n'a pas de banque centrale propre, l'émission des billets de l'empire étant confiée depuis 1816 à la Banque Nationale Autrichienne (Oesterreichische Nationalbank). Lors de la révolution et de la guerre d'indépendance hongroise de 1848-49, le gouvernement indépendantiste hongrois charge la Banque Commerciale Hongroise de Pest (Pesti Magyar Kereskedelmi Bank) d'assurer les missions de banque centrale. Moins de deux décennies après l'écrasement de leur révolte, les Hongrois obtiennent de la monarchie le "compromis" de 1867 et, à partir de 1878, une banque centrale paritaire avec la transformation de la Banque Nationale Autrichienne en Banque Austro-Hongroise (Oesterreichisch-ungarische Bank, Osztrák-Magyar Bank) à partir de 1878. L'écroulement de la double monarchie à la fin de la Première Guerre mondiale et le traité de Trianon forcent à la dissolution de cette banque qui est remplacée, en territoire hongrois, après la victoire des conservateurs de Miklós Horty, par l'Institut d'émission d'État Royal Hongrois (Magyar Királyi Állami Jegyintézet), fondé l'été 1921.

### De 1921 à 1947
Sous la pression de la Société des Nations, l'Institut d'émission est transformé le 24 juin 1924 en une banque centrale indépendante, la Banque nationale hongroise (Magyar Nemzeti Bank, MNB), dont les statuts sont fixés par la loi V de l'année 1924 et dont la première mission est de stabiliser la monnaie, la valeur de la couronne hongroise, issue de la couronne austro-hongroise, s'étant effondrée du fait de l'inflation du début des années 1920. La MNB remplace en 1927 la couronne par le pengő (avec une valeur de 12500 couronnes) et devient rapidement le bras financier de la "monarchie" hongroise, gérant ses comptes et sa dette, supervisant le système bancaire et le commerce extérieur. Des pouvoirs encore renforcés par la crise économique mondiale qui frappe le pays à partir de 1931, la banque devenant responsable des dépôts en devises étrangères. La Seconde Guerre mondiale (pendant laquelle la Hongrie est alliée de l'Allemagne nazie avant d'être directement occupée par elle en 1944) n'améliore pas la santé du pengö qui disparait dans l'hyper-inflation et doit être remplacé le 1er août 1946 par le forint (florin). L'occupation soviétique à partir de 1945 mène rapidement à un changement de régime et à la disparition rapide de l'économie de marché.

### De 1947 à 1990 (régime communiste)
Le nouveau régime nationalise toutes les banques et restructure le système financier autour de la MNB, désormais sous l'autorité directe du gouvernement, et qui assume même des missions commerciales à partir de 1948. Les difficultés financières du pays à la fin du régime Kádár forcent à une nouvelle transformation à partir de 1987: les opérations commerciales et de dépôt de la MNB sont scindées et un nouveau réseau de banques est créé.

### De 1991 à 2010
Le nouveau régime démocratique ne vote qu'en octobre 1991 la loi sur la Banque nationale hongroise (loi LX de l'année 1991) qui établit son indépendance et définit ses missions. Le premier président de la nouvelle MNB, Ákos Péter-Bod, est nommé en novembre 1991 par le gouvernement Antall (dont il était jusque-là le ministre MDF de l'industrie et du commerce). Le retour au pouvoir du MSZP en 1994 le force à se retirer et il est remplacé en mars 1995 par l'économiste (déjà président de la MNB de juillet 1990 à novembre 1991) György Surányi. Qui est lui-même remplacé à la fin de son mandat de 6 ans, en mars 2001 par l'ancien président de la Bourse de Budapest et ministre des Finances du premier gouvernement Orbán, Zsigmond Járai. En mars 2007, C'est András Simor qui est nommé par le gouvernement Gyurcsány pour prendre la tête de la MNB dont il est l'actuel président.

### Depuis 2010 (conflit avec le gouvernement Orbán)
En mai 2010, Viktor Orbán revient au pouvoir avec une majorité des deux tiers. Déjà très critique envers András Simor auparavant (il l'avait accusé en 2009, ainsi que l'ancien Premier ministre Gordon Bajnai et son ministre des finances Péter Oszkó, d'évasion fiscale), il cherche aussitôt à s'en débarrasser avant le terme de son mandat en mars 2013, comme de toutes les personnalités nommées par la majorité précédente. Dès le 8 juin 2010, l'un des 29 points du « plan d'action » gouvernemental pour réduire le déficit et relancer l'économie vise directement le président de la Banque centrale : il s'agit de plafonner le salaire de tous les dirigeants d'organismes publics et compagnies d'État à 2 millions de forints (alors que le salaire du président de la MNB est à 7 millions). Devant les députés, Viktor Orbán ne fait pas mystère de celui qui est visé : « Dix-neuvième mesure : l'instauration d'un plafond de rémunération de 2 millions de forints bruts par mois dans la sphère budgétaire d'État, y-compris la Nemzeti Bank. [...] Je pense qu'il n'est pas acceptable, alors que le pays est confronté à de graves défis, qu'il puisse y avoir dans ces institutions des salaires mensuels de quatre, cinq et même sept millions de forints. »
Le conflit devient international quand, les difficultés économiques et financières s'accumulant, le gouvernement élabore à l'automne 2011 une loi organique réformant le fonctionnement de la banque centrale. Le pré-projet, transmis à la BCE le 2 novembre, prévoit en particulier un nouveau changement des règles de nomination au Conseil monétaire. Le 21 décembre, à peine une semaine après une première opinion sévère sur ce projet de loi, la BCE reçoit un nouvel avis du ministère hongrois de l'Économie nationale (daté du 13) l'informant de « substantiels amendements » au projet de loi transmis, alors en cours d'examen au Parlement. Elle y répond dès le 22 et signale qu'elle a appris en plus la teneur de nouveaux amendements, cette fois à la Loi fondamentale, prévoyant une fusion de la MNB avec l'Autorité de supervision financière. Le Conseil des gouverneurs exprime alors les inquiétudes déjà exprimées le 14 sur le changement des règles de nomination au Conseil monétaire de la MNB, mais aussi à propos de la « nouvelle loi constitutionnelle qui affecte l'indépendance du président de la banque centrale. En particulier par la nomination d'un nouveau Président avec autorité sur le président de la MNB qui deviendrait le Vice-Président de la nouvelle institution, l'indépendance personnelle du Président de la MNB serait atteinte et l'Article 14.2 des Statuts du Système Européen des Banques Centrales serait violé. » Et la BCE de conclure: « Le Conseil des gouverneurs de la BCE ordonne aux autorités hongroises qu'elles mettent leur usage des consultations en harmonie avec les exigences des lois de l'Union Européenne et qu'elles respectent l'obligation de consulter la BCE. Trois révisions majeures de la loi sur la banque centrale en 18 mois sont incompatibles avec le principe de la stabilité juridique. »
La BCE faisait allusion à l'article 30 de l'amendement à la Loi fondamentale  déposé en décembre, alors qu'une première délégation commune UE-FMI était en consultation avec le gouvernement à propos de la demande surprise aide financière. Cet article prévoyait que la MNB et « l'organisme veillant au contrôle du système financier » pouvaient former une nouvelle institution dont le président serait nommé par le Président de la République. Ce qui revenait à placer la MNB sous l'autorité d'une personnalité nommée par le président Pál Schmitt (qui n'a rien à refuser au Premier ministre Viktor Orbán). La délégation UE-FMI a alors aussitôt interrompu les discussions et quitté le pays.
La Commission européenne a ensuite envoyé plusieurs lettres à Viktor Orbán pour qu'il retire cet article (ainsi que certaines dispositions de la Loi fondamentale et de son amendement sur la justice et la protection des données qu'elle estimait clairement contraires aux lois européennes). Mais le FIDESZ s'est contenté de retoucher à la marge les articles en question, qui ont été, comme de très nombreuses lois organiques, votés dans la précipitation et hors de la présence de l'opposition dans les tout derniers jours de décembre (ce qui permettait d'éviter leur examen éventuel par la Cour constitutionnelle).
Le 17 janvier 2012, la Commission a donc entamé une procédure judiciaire contre la Hongrie.
En 2016, les fondations créées par la MNB sont contraintes de communiquer publiquement leurs comptes, en conséquence du rejet par le président de la République János Áder et la Cour suprême d'une loi adoptée par la majorité parlementaire du Premier ministre Viktor Orbán.

## Organisation

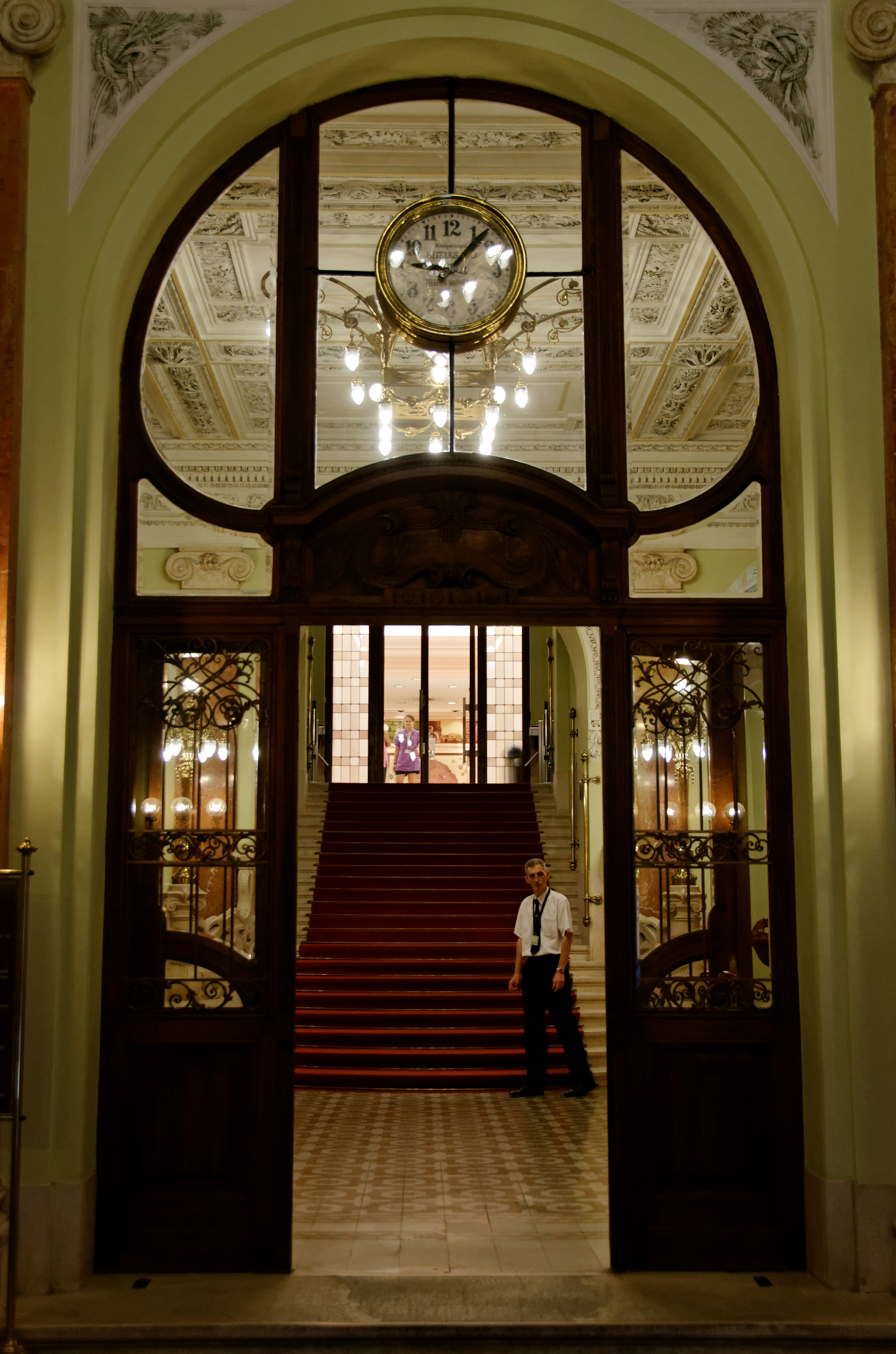
Entrée de la banque nationale hongroise

### Actionnaire
L'État hongrois est le seul actionnaire de la MNB, il est représenté auprès de la banque par le ministre du Budget. En tant qu'actionnaire, l'État établit et amende les statuts, vise les comptes, nomme les commissaires aux comptes, décide s'il y a lieu à se verser un dividende.

### Conseil monétaire (Monetáris tanács)
Créé par la loi de 2001 (loi qui a tenté de renforcer l'indépendance de la banque centrale), c'est la principale instance de décision, responsable de la politique de change et des taux directeurs. Sa composition a souvent changé depuis : le président de la MNB et ses 4 vice-présidents plus 4 membres « extérieurs » jusqu'en 2004, puis 4 membres « extérieurs » de plus. La loi de 2007 a réduit leur nombre (à l'expiration des mandats en cours) à 7 au plus, 4 au moins. Tous les membres du Conseil monétaire sont nommés pour 6 ans par le Président de la République: les vice-présidents sur proposition du président de la MNB, les membres extérieurs pour moitié sur proposition du président de la MNB (mais avec l'accord du Premier ministre), pour moitié sur proposition du Premier ministre. À la fin de leur mandat, ils ne peuvent faire partie de la MNB pendant au moins 3 ans.
Le Conseil monétaire doit se réunir au moins une fois par mois et ne peut prendre de décision que si la majorité de ses membres est présente. S'il y a égalité de vote, la voix du président est décisive.

### Président (Elnök)
Il est chargé d'appliquer les décisions du Conseil monétaire et de gérer la MNB au jour le jour. En cas d'empêchement, il est remplacé par le vice-président de son choix (il y a de 2 à 3 vice-présidents, il y en a eu 4 jusqu'en 2007).

### Missions
La mission prioritaire de la MNB est d'atteindre et de maintenir la stabilité des prix. Sans préjudice de cette mission, la MNB appuie la politique économique du Gouvernement avec les outils de politique monétaire à sa disposition.

### Contrôle
La Cour des Comptes d'État (Állami Számvevőszék) est responsable du contrôle des comptes de la MNB. Elle doit donner son accord à la nomination pour 5 ans du commissaire aux comptes (könyvvizsgáló) chargé de vérifier les états financiers de la MNB mais l'État actionnaire et le Conseil de surveillance (felügyelő bizottság) également. Celui-ci, chargé de représenter l'État, est composé d'un président élu par le Parlement, d'un représentant du ministre du Budget et de membres désignés par le Parlement.

## Bâtiment
La MNB est installée depuis sa fondation en 1924 dans l'immeuble bâti de 1902 à 1905 pour abriter l'antenne budapestoise de l'Osztrák-Magyar Bank, aux numéros 8 et 9 de la Szabadság tér (place de la Liberté), dans le Ve arrondissement de Budapest. Il a été conçu par l'architecte hongrois Ignác Alpár et reste marqué par le courant éclectique.